# Kopanjane
Kopanjane (cyr. Копањане) – wieś w Serbii, w okręgu pczyńskim, w mieście Vranje. W 2011 roku liczyła 41 mieszkańców.